# Reanimation
Reanimation (estilizado como [REAИIMATIOИ]) é o primeiro álbum de remixes da banda americana de rock Linkin Park, lançado em 30 de julho de 2002. O álbum foi produzido por Mike Shinoda e mixado por Mark "Spike" Stent. É, até hoje, um dos álbuns de remixes mais vendidos de todos os tempos, atrás de Blood on the Dance Floor: HIStory in the Mix de Michael Jackson, You Can Dance de Madonna e Love de The Beatles.
Reconhecido por mesclar de forma original o metal com o hip hop e timbres eletrônicos, a banda traz remixes das canções de seu álbum de estreia Hybrid Theory e mais duas canções remixadas do Hybrid Theory EP.
Destaque para a versão de "Points of Authority" (Pts.OF.Athrty), que se tornou o primeiro single oficial deste álbum, além das participações de Jay Gordon (Orgy), DJ Babu (Dilated Peoples), Black Thought (The Roots), The X-Ecutioners, Jonathan Davis (Korn), Aaron Lewis (Staind), Marilyn Manson, entre outros.

## Faixas
| N.º | Título              | Compositor(es)                                   | Duração |  |
| 1.  | "Opening"           |                                                  | 1:07    |  |
| 2.  | "Pts.OF.Athrty"     | Jay Gordon                                       | 3:46    |  |
| 3.  | "Enth E Nd"         | KutMasta Kurt feat. Motion Man                   | 3:59    |  |
| 4.  | "[Chali]"           |                                                  | 0:23    |  |
| 5.  | "Frgt/10"           | The Alchemist feat. Chali 2na                    | 3:32    |  |
| 6.  | "P5hng Me A*wy"     | Mike Shinoda feat. Stephen Richards              | 4:37    |  |
| 7.  | "Plc.4 Mie Hæd"     | AmpLive feat. Zion                               | 4:20    |  |
| 8.  | "X-Ecutioner Style" | Sean C. feat. Roc Raida & Black Thought          | 1:49    |  |
| 9.  | "H! Vltg3"          | Evidence feat. Pharoahe Monch & DJ Babu          | 3:30    |  |
| 10. | "[Riff Raff]"       |                                                  | 0:21    |  |
| 11. | "Wth>You"           | Chairman Hahn feat. Aceyalone                    | 4:12    |  |
| 12. | "Ntr\Mssion"        |                                                  | 0:29    |  |
| 13. | "Ppr:Kut"           | DJ Cheapshot & Jubacca feat. Rasco & Planet Asia | 3:26    |  |
| 14. | "Rnw@y"             | Backyard Bangers feat. Phoenix Orion             | 3:13    |  |
| 15. | "My<Dsmbr"          | Mickey P. feat. Kelli Ali                        | 4:17    |  |
| 16. | "[Stef]"            |                                                  | 0:10    |  |
| 17. | "By_Myslf"          | Josh Abraham & Mike Shinoda                      | 3:42    |  |
| 18. | "Kyur4 th Ich"      | Chairman Hahn                                    | 2:32    |  |
| 19. | "1stp Klosr"        | The Humble Brothers feat. Jonathan Davis         | 5:46    |  |
| 20. | "Krwlng"            | Mike Shinoda feat. Aaron Lewis                   | 5:42    |  |

| Edição japonesa |                                                        |                |         |  |
| N.º             | Título                                                 | Compositor(es) | Duração |  |
| 21.             | "Buy Myself" (remix de "By Myself" por Marilyn Manson) | Linkin Park    | 4:26    |  |

| Faixas bônus do iTunes |                                                        |                |         |  |
| N.º                    | Título                                                 | Compositor(es) | Duração |  |
| 21.                    | "One Step Closer" (Live LP Underground Tour 2003)      | Linkin Park    | 3:42    |  |
| 22.                    | "Buy Myself" (remix de "By Myself" por Marilyn Manson) | Linkin Park    | 4:26    |  |
| 23.                    | "My December" (Live Projekt Revolution Tour 2002)      | Mike Shinoda   | 4:27    |  |

## Desempenho nas tabelas musicais
| Críticas profissionais                                                      | Críticas profissionais |
| Pontuações agregadas                                                        | Pontuações agregadas   |
| Fonte                                                                       | Avaliação              |
| --------------------------------------------------------------------------- | ---------------------- |
| Metacritic                                                                  | 60/100                 |
| Avaliações da crítica                                                       |                        |
| Fonte                                                                       | Avaliação              |
| AllMusic                                                                    | [ 9 ]                  |
| RapReviews                                                                  | (7.5/10)               |
| Rolling Stone                                                               | [ 11 ]                 |
| Esta tabela precisa de ser acompanhada por texto em prosa. Consulte o guia. |                        |

| Paradas (2000–2002)                  | Melhor posição |
| ------------------------------------ | -------------- |
| Alemanha (Media Control)             | 3              |
| Austrália (ARIA)                     | 16             |
| Áustria (Ö3 Austria Top 40)          | 2              |
| Bélgica (Ultratop 50 Flandres)       | 11             |
| Bélgica (Ultratop 40 Valônia)        | 12             |
| Canadá (Billboard Albums Chart)      | 3              |
| Dinamarca (Hitlisten)                | 24             |
| Estados Unidos (Billboard 200)       | 2              |
| Finlândia (IFPI)                     | 12             |
| França (SNEP)                        | 11             |
| Holanda (MegaCharts)                 | 4              |
| Hungria (MAHASZ)                     | 14             |
| Irlanda (IRMA)                       | 4              |
| Itália (FIMI)                        | 25             |
| Nova Zelândia (RMNZ)                 | 8              |
| Noruega (VG-lista)                   | 31             |
| Reino Unido (UK Albums Chart)        | 3              |
| Reino Unido (UK Rock & Metal Albums) | 2              |
| Suécia (Sverigetopplistan)           | 18             |
| Suíça (Schweizer Hitparade)          | 5              |

## Certificações
| Região                     | Certificação | Vendas     |
| -------------------------- | ------------ | ---------- |
| Alemanha (BVMI)            | Ouro         | 100.000+   |
| Argentina (CAPIF)          | Ouro         | 20.000+    |
| Austrália (ARIA)           | Ouro         | 7.500+     |
| Áustria (IFPI)             | Ouro         | 10.000+    |
| Brasil (Pro-Música Brasil) | Ouro         | 20.000+    |
| Estados Unidos (RIAA)      | Platina      | 1.900.000+ |
| Nova Zelândia (RMNZ)       | Ouro         | 7.500+     |
| Reino Unido (BPI)          | Platina      | 100.000+   |
| Suíça (IFPI)               | Ouro         | 15.000+    |